# 我が道を行く
「我が道を行く」（原題： Most Likely You Go Your Way and I'll Go Mine）は、ボブ・ディランの楽曲。『ブロンド・オン・ブロンド』（1966年）に収録後、シングルカットされた。

## 概要
1966年3月9日、ナッシュビルで録音された。演奏者はロビー・ロバートソン（ギター）、チャーリー・マッコイ（ベース、トランペット）、ウェイン・モス（ギター）、ジョー・サウス（ギター、ベース）、アル・クーパー（オルガン）、ヘンリー・ストルゼレッキー（ベース）、ケニー・バットレー（ドラムズ）。
1967年4月24日、アルバムからシングルカットされた「ヒョウ皮のふちなし帽」のB面に収録された。
1974年6月20日にディランとザ・バンドが両名義で発表したライブ・アルバム『偉大なる復活』に収録される。またシングルカットされ（B面はザ・バンドの「ステージ・フライト」）、ビルボードHot 100の66位を記録。
2007年、マーク・ロンソンがリミックスを行ったバージョンがシングルで発表され全英シングルチャートの51位を記録した。

## カバー・バージョン
- イヴ - 『Take It and Smile』（1970年）に収録[3]。
- リタ・クーリッジ - 『Nice Feelin'』（1971年）に収録。
- トッド・ラングレン - 『誓いの明日』（1976年）に収録。
- パティ・ラベル - 『Patti LaBelle』（1977年）に収録。
- ヤードバーズ - 『BBC Sessions』（1997年）に収録。録音は1967年。
- スー・フォーリー - コンピレーション・アルバム『Blues On Blonde On Blonde』（2003年）に収録[4]。